# John Briley
John Richard Briley (Kalamazoo, 25 de junho de 1925 - 14 de dezembro de 2019) foi um escritor estadunidense. Ele ganhou o Oscar de Melhor Roteiro Original em 1982 por Gandhi.